# Edward Donnall Thomas
Edward Donnall Thomas (Mart, Texas; 15 de marzo de 1920-Seattle, Washington; 20 de octubre de 2012) fue un médico estadounidense, pionero en el trasplante de médula ósea.
Estudió medicina y se especializó en hematología y oncología. Trabajó en el Hospital Peter Bent Brigham en Boston y fue director del Centro de Investigaciones del Cáncer Fred Hutchinson de Seattle.
Fue pionero del trasplante de médula ósea, consiguió demostrar que la inyección intravenosa de células de médula ósea podía repoblar y producir una nueva.
Fue galardonado con el Premio Nobel de Fisiología o Medicina en 1990, compartiendo el premio con Joseph Edward Murray.

## Biografía
Thomas, nacido en Mart , Texas , a menudo seguía a su padre, que era médico de cabecera. Más tarde, asistió a la Universidad de Texas en Austin, donde estudió química e ingeniería química , donde se graduó con una licenciatura en 1941 y una maestría en 1943. Mientras Thomas era estudiante universitario, conoció a su esposa, Dorothy (Dottie) Martin, mientras ella se preparaba para ser periodista. Tuvieron tres hijos. Thomas ingresó a la Escuela de Medicina de Harvard en 1943, recibiendo un MD en 1946. Dottie se convirtió en técnico de laboratorio durante este tiempo para mantener a la familia, y la pareja trabajó estrechamente a partir de entonces. Hizo su residencia en el Hospital Peter Bent Brigham antes de unirse al Ejército de los Estados Unidos. "En 1955, fue nombrado médico en jefe del Mary Imogene Bassett Hospital , ahora Bassett Medical Center, en Cooperstown, NY, una filial de la Universidad de Columbia ".
En Mary Imogene Bassett, comenzó a estudiar roedores que recibieron dosis letales de radiación que luego se salvaron mediante una infusión de células de la médula ósea. En ese momento, todos los pacientes que se sometieron a un trasplante de médula ósea murieron por infecciones o reacciones inmunes que no se observaron en los estudios con roedores . Thomas comenzó a usar perros como sistema modelo. En 1963, trasladó su laboratorio al Servicio de Salud Pública de los Estados Unidos en Seattle.
Thomas también recibió la Medalla Nacional de Ciencias en 1990. En 2003 fue uno de los 22 premios Nobel que firmaron el Manifiesto Humanista. 
Murió de insuficiencia cardíaca. 